# Kodama

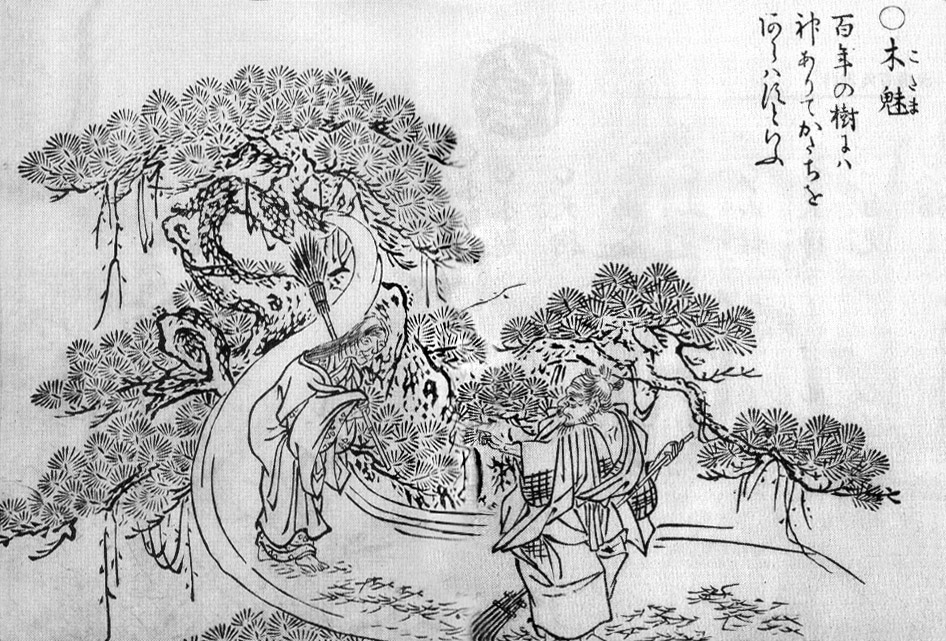
Kodama (木魅), ilustração de Toriyama Sekien, em seu livro Gazu Hyakki Yagyō, publicado em 1776

Um kodama (木霊 or 木魂) ( PRONÚNCIA) é um yōkai do folclore japonês. É um espírito que habita nas árvores, geralmente nas de maior idade ou tamanho, sendo por isso fortes, poderosos e bastante velhos. A maioria dos Kodama é pacífica e serena, partilhando a sua sabedoria com aqueles com os quais são capazes de se comunicar.
Os kodama conseguem imitar vozes humanas, criando assim ecos em uma floresta — a palavra kodama também pode significar eco.
Apesar de pacíficos, os kodama reagirão agressivamente contra aquele que desrespeitar o meio ambiente: acredita-se que quem derrubar uma árvore com kodama amaldiçoará toda a sua aldeia. Quando se acredita que uma árvore possui um kodama, é comum colocar à sua volta uma corda sagrada (shimenawa) para protegê-lo.